# 백사전

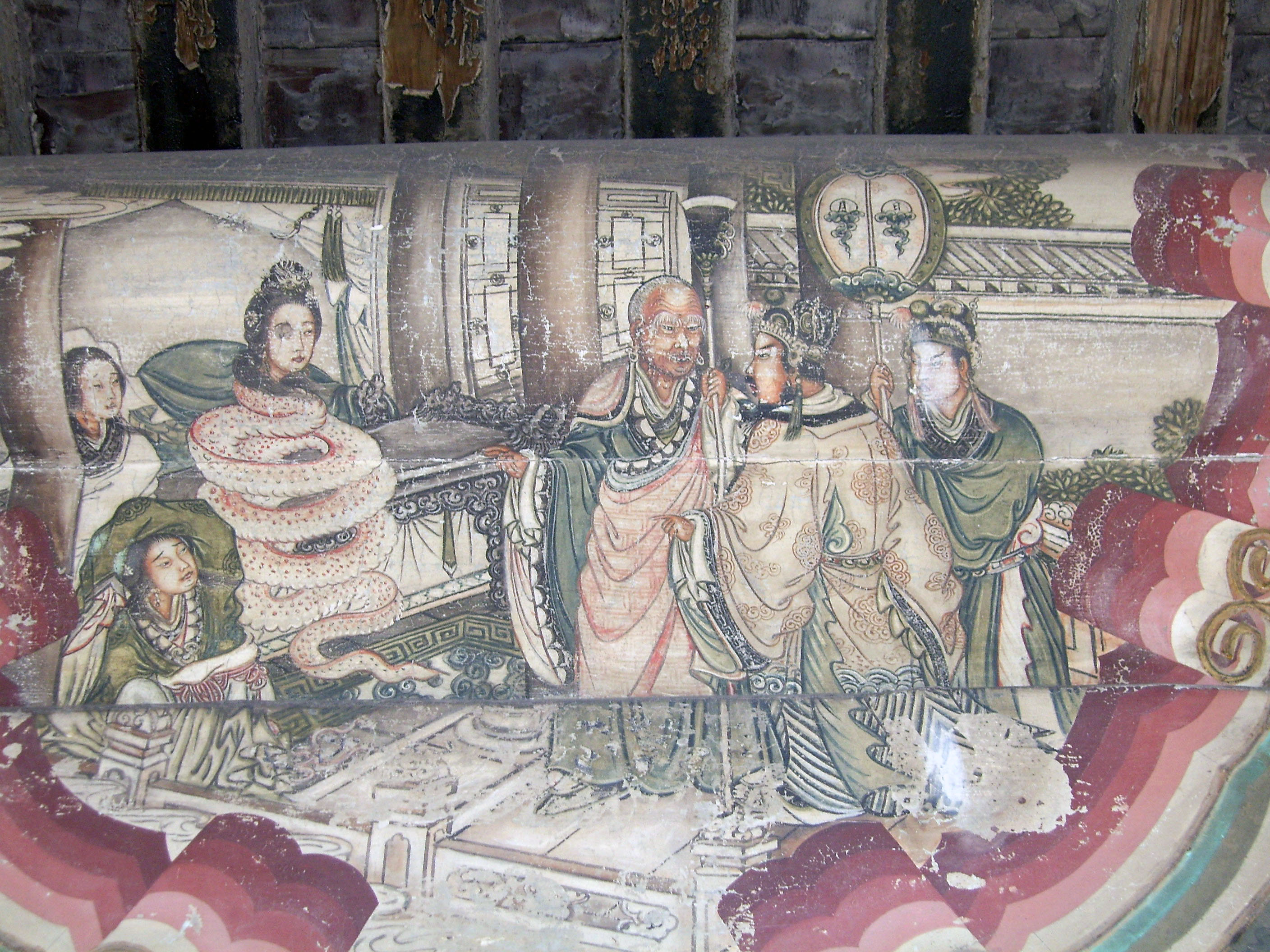
북경, 이화원의 백사전 전설을 나타내는 그림

백사전(白蛇傳, 중국어: 白蛇传)은 중국 항저우를 배경으로 한 백사 전설을 1736년에 경극의 희곡으로 만든 것이다. 주제는 백사 백소정과 선비 허선의 사랑 이야기이다. 송나라 때 완성된 이야기이며 청나라 때 유행하였다. 배경은 항저우와 쑤저우에서 진강까지 달하며, 주요 배경은 항저우의 서호이다. 경극, 월극 등에서 가장 인기 있는 소재로 사용된다.

## 전설
옛날 중국 아미산에 수천 년 동안 도를 쌓은 두 마리 뱀이 있었다. 백사(白蛇) 백소정(白素貞)과 청사(靑蛇) 소청(小靑)은 인간 세상의 아름다운 경치에 반해 아름다운 두 여인으로 변신해 항주(杭州) 서호(西湖)에서 놀았다.
아름다운 서호에서 정신없이 놀다가 서호의 단교(斷橋)에 이르러 갑자기 폭우가 쏟아지게 되었다. 허겁지겁 버드나무 아래로 비를 피한 그들에게 허선(許仙)이라는 젊은 남자가 우산을 주고 갔다.
허선은 성묘하고 돌아가다가 버드나무 아래서 비를 피하는 두 여자를 보고는 자신의 우산을 빌려주고 배까지 불러 그들을 집으로 돌려보냈다. 이때 백소정은 허선에게 연정을 품게 되는데, 우산을 되돌려 주는 것을 빌미로 허선을 초대한다.
다음 날 허선은 백소정의 집을 찾아 호수가의 홍루(紅樓)로 가게 된다. 백소정은 고맙다고 얘기하면서 은근히 그의 가족 사항을 물어서 알아내고는 허선의 환심을 사고자 노력했다.
소청의 입회하에 천지에 예를 올리고 부부의 연을 맺은 그들은 약방을 차리고, 많은 사람의 병을 돌봐주면서 함께 행복하게 살았다.
진강(鎭江) 금산사(金山寺)의 승려 법해(法海)는 도력이 높은 법사이기도 했는데, 그는 백소정이 천 년 묵은 요괴인 줄 알고서 사람을 해칠 것을 두려워하여 허선에게 아내가 천 년 묵은 요괴라는 경고를 한다. 믿지 않는 허선에게 법해는 단오절에 웅황주(雄黃酒)를 먹이면 천 년 묵은 요괴의 정체가 드러난다고 일러준다.
이곳에서 단오절에 사악함을 물리쳐 준다고 믿으며, 웅황주를 마시는 풍습이 있었는데 뱀이 가장 무서워하는 것이었다. 백소정과 소청은 허선의 책략으로 웅황주를 마시게 되는데, 결극 정체가 드러나 허선은 그 모습을 보고 놀라서 죽게된다.
웅황주의 충격에서 깨어난 백사 백소정은 허선이 죽은 것을 보고 놀라서, 선산으로 영지를 구하러 간다. 죽음을 각오하고 선산을 지키는 신선과 격렬한 싸움을 벌이다가, 백소정의 진심에 감복한 남극선옹은 영지초를 주면서 허선을 구하게 한다.
다시 살아난 허선은 백소정의 재치로 다시 일상으로 돌아오지만, 법해는 허선을 금산사에 감금을 해 요괴와 격리를 시킨다. 백소정은 소청을 데리고 가서, 법해와 싸우지만 도력이 높은 법해에게 패하고 만다.
허선은 작은 스님의 도움으로 금산사를 탈출하여 단교에서 백소정을 만난다. 여기서 백소정은 자신이 천 년 묵은 뱀이라고 고백하지만, 허선은 아내의 진심을 알고서 그녀를 받아들인다. 집에 돌아와 백소정은 아들을 낳게 되는데, 백일째 되는 날 법해가 찾아와 백소정을 서호 바깥의 뇌봉탑(雷峰塔) 아래에 봉인시켜 놓는다.
얼마 후 소청은 아미산에서 도술을 연마해서 법해를 이기고 뇌봉탑을 부서 없애버리고 백소정을 무사히 구출해서 허선과 아들과 함께 행복하게 잘 살았다.

## 작품
- 2011년작 정소동 연출 백사대전
- 1994년작 서극 연출 청사
- 1982년작 무대극 백사전: 나문 (羅文), 왕명전 (汪明荃), 미설 (米雪) 주연. 광동어 대사로 이루어진 홍콩의 무대극.
- 1958년작 백사전(도에이 애니메이션에서 제작한 일본의 극장판 애니메이션)
- 2019년작 백사.연기 중국과 미국이 제작한 극장판 3D 애니메이션

## 같이 보기
- 뇌봉탑
- 맹강녀
- 양축
- 견우직녀